# Wu Čeng-lung
Wu Čeng-lung (čínsky pchin-jinem Wú Zhènglóng, znaky zjednodušené 吴政隆, tradiční 吳政隆; * listopad 1964) je čínský komunistický politik, státní poradce a generální sekretář státní rady (obojí od 2023), předtím tajemník ťiangsuského provinčního výboru Komunistické strany Číny (2021–2022) a guvernér Ťiang-su (2017–2021). V letech 2014–2017 vedl městské organizace KS Číny v Tchaj-jüanu a Nankingu. Od roku 2012 je členem širšího vedení KS Číny jako kandidát (2012–2017) a člena (od 2017) ústředního výboru. Vzděláním strojní inženýr pracoval na různých ministerstvech než byl roku 1999 přeložen do vedení města Čchung-čching, v letech 2002–2014 působil ve vedoucích pozicích ve Wen-čou, jednom z čchingčchingských obvodů.

## Život
Wu Čeng-lung se narodil v listopadu 1964 v okrese Kao-čchun nedaleko Nankingu, na jihovýchodě provincie Ťiang-su. V roce 1984 absolvoval Tchajjüanskou vysokou školu strojní, kde studoval výrobu strojů a zařízení, načež pracoval na ministerstvu obranného průmyslu. Roku 1987 vstoupil do Komunistické strany Číny. Později přešel na ministerstvo strojírenství a elektroniky, pak na ministerstvo strojírenství, poté byl přeložen do Státní plánovací komise, kde pracoval jako politický tajemník.
V roce 1999 byl Wu Čeng-lungův nadřízený Pao Sü-ting, místopředseda Státní plánovací komise a bývalý ministr strojírenství, přeložen do Čchung-čchingu na místo starosty města; vzápětí přešel do Čchung-čchingu i Wu Čeng-lung a převzal funkci zástupce generálního sekretáře čchungčchingské městské vlády. Roku 2002 Pao Sü-ting odešel z funkce a Wu Čeng-lung byl přeložen do Wan-čou, jednoho z čchungčchingských obvodů. Ve Wan-čou postupně zaujímal funkce zástupce správce obvodu, správce obvodu a tajemníka obvodního výboru KS Číny. Roku 2008 byl zvolen poslancem Všečínského shromáždění lidových zástupců (do 2013). Na XVIII. sjezdu KS Číny v listopadu 2012 byl zvolen kandidátem ústředního výboru. V květnu 2013 byl Wu jmenován generálním sekretářem čchungčchingského městského výboru KS Číny.
V roce 2014 byl Čchen Čchuan-pching náhle odvolán z funkce tajemníka městského výboru KS Číny v Tchaj-jüanu (hlavním městě provincie Šan-si) po obvinění z korupce. Na jeho místo byl poslán Wu Čeng-lung. V Tchaj-jüanu působil dva roky, poté byl v říjnu 2016 přeložen do rodného Ťiang-su, kde se ujal funkce zástupce tajemníka provinčního výboru KS Číny a tajemníka městského výboru KS Číny v Nankingu, hlavním městě provincie. V Ťiang-su krátce spolupracoval Li Čchiangem, v letech 2016–2017 tajemníkem ťiangsuského provinčního výboru KS Číny. V květnu 2017 byl Wu Čeng-lung jmenován úřadujícím guvernérem Ťiang-su (a v červenci téhož roku byl guvernérem řádně zvolen). Na XIX. sjezdu KS Číny v říjnu 2017 byl zvolen členem ústředního výboru (znovuzvolen na XX. sjezdu roku 2022). V říjnu 2021 byl povýšen na tajemníka ťiangsuského provinčního výboru KS Číny. V prosinci 2022 ho ve vedení ťiangsuské organizace KS Číny nahradil Sin Čchang-sing.
V březnu 2023 byl Wu Čeng-lung v nově sestavené vládě premiéra Li Čchianga jmenován státním poradcem a generálním sekretářem státní rady.